# Hagenella apicalis
Hagenella apicalis är en nattsländeart som först beskrevs av Matsumura 1904.  Hagenella apicalis ingår i släktet Hagenella och familjen broknattsländor. Inga underarter finns listade i Catalogue of Life.